# 食玩

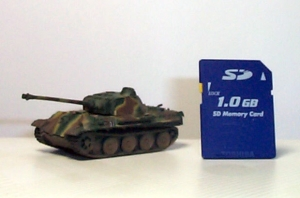
タカラトミー「ワールドタンクミュージアム」第三弾パンターG後期型 3色迷彩・SDカードとのサイズ比較の一例（2007年）

食玩（しょくがん）は食品玩具の略。「おまけ」として玩具を添付した食品（もしくは飲料）の商品様態の総称だ。
業界用語では玩具菓子または玩菓とも言われる。玩具業界では「食玩」の語は「食べられる玩具」（玩具の形をした菓子。風船ガムもこれに分類される）という意味で使われていた経緯もあり「玩具菓子」の語が多く用いられる。
消費者のコレクション欲を喚起し大人買いを誘発するように作られている。
食玩購買層の高年齢化により、おまけとしてCDを添付した食玩CD、DVDを添付した食玩DVDも登場した。

## 文化の中の食玩
- ガレット・デ・ロワ - フェーヴ（陶器製の模型）を生地に入れておき、切り分けられたパイ、またはガレットにフェーヴが入っていた人は1年間幸せになれる、またはその日一日間、それを食べ合った人達の中で王様になれる（フランス・ブルターニュ地方）
- ヨウルプーロ - 甘い米粥。皮を剥いたアーモンドを一粒だけ入れ、それを当てた人は来年幸せになれる。そのアーモンドは独身者には配偶者を、既婚の女には子供を授ける力を持っている（1800年代以降のクリスマス フィンランド）
- ビュッシュ・ド・ノエル - 材料を掻き混ぜる際願い事をしながら硬貨や指輪を入れ、切り分けた時に自分のケーキにそれが入っていたら、その小物に合わせた願い事が叶う（クリスマス フランス）
- スコーン - 複数のスコーンを作る際、生地の中に硬貨を含ませておき、硬貨の入ったスコーンを当てた人は幸せになれる（ハンガリー）
- クラウディ - スープの中に指輪、コイン、おはじきが混ぜてあり、どれを掬うかで一年の運勢が分かる（ハロウィン ケルト地方）
- ウェディングケーキ - ケーキの中に一粒だけあるインゲン豆に当たった人は幸せになれる（イギリス）、未婚女性が中から指輪を当てると結婚出来る（ブラジル）
- からから煎餅 - 中に玩具が入った中空の三角形の煎餅（江戸時代 庄内・鶴岡地方）
- 辻占菓子 - 中に占紙が入った団子、餅、煎餅（江戸時代の正月 北陸・中越地方）
- フォーチュン・クッキー - 運勢、格言が書かれた紙の入ったクッキー。辻占煎餅をクッキーに変えたもの（1915年 アメリカ・パナマ万国博覧会）

## 日本食玩史
- 江戸時代 - 庶民の旅行が難しかった時代、富山の薬売りに代表される日本中を旅する薬売りは、顧客に各地の情報、名産品等を薬のおまけとして提供していた。特に江戸時代後期から明治時代にかけての売薬版画は有名。子供には紙風船などの玩具も提供していた。
- 1899年（明治32年） - 村井兄弟商会のタバコにタバコカード（トランプ花札、軍人の写真、西洋の女性画のカード）が付き始める。アメリカのタバコ販促を真似たもので、これが日本の商業食玩の実質的な始祖となる。子供がカード目当てにタバコを吸うことが問題視され、翌年、未成年者喫煙禁止法（現・二十歳未満ノ者ノ喫煙ノ禁止ニ関スル法律）が成立。
- 1923年（大正12年） - 江崎グリコのグリコにカードが付き始める。タバコカードを基にした販促手法で、本製品から近代商業食品玩具が始まる。1927年（昭和2年）にはメダルが付属し始める。
- 1952年（昭和27年） - カバヤ食品のカバヤキャラメルに点数カードが付き始める。点数カードを集めて応募すると小学生向け名作小説の単行本（カバヤ文庫）が貰えるというサービスで、1954年まで実施。
- 1964年（昭和39年）3月 - 明治製菓のマーブルチョコレートに鉄腕アトムのシールが付き始める。キャラクターをおまけにした初めての食玩で、これ以降TVキャラクターの食玩化が激化する[3]。
- 1967年（昭和42年）2月 - 森永製菓のチョコボールが発売される。ランダムに付属するマークを集めて応募すると「まんがのカンヅメ」なる景品が貰える。これまでの食玩は既存の菓子に販促として後からおまけを付けるという売り方であったが、本製品は初めからおまけを付属させる売り方をした初めての食玩である。
- 1971年（昭和46年）12月 - カルビー製菓（現・カルビー）の仮面ライダースナックが発売される。仮面ライダーの特製名場面カードが付属する。子供達の間で大流行となり、おまけの特製名場面カード目当てに菓子を買いつつ菓子本体は捨てるという社会問題が発生した。
- 1973年（昭和48年） - カルビー製菓のプロ野球スナックが発売される。仮面ライダースナックの人気を追ったもので、プロ野球選手のカードが付属する。
- 1977年（昭和52年） - ロッテの「ビックリマン どっきりシール」が発売され「いたずらシール」が付属する。本製品自体は特に大きな人気も出ないまま終了するが、10回の改変を経て8年後に「ビックリマン 悪魔VS天使シール」が誕生する。
- 1978年（昭和53年）4月 - カバヤ食品のビッグワンガムが発売される。付属するプラキットがパッケージの大部分を占めガムは1枚だけと「ガムの方がおまけ」とも言われ、後の高級化した食玩の祖とも言える。ブラインド式ではなく、組み立て説明書に書かれた番号が見える小窓（穴）が開いていて、パッケージ裏面のカタログと併せて中身を判別できる。カバヤ食品の食玩はこの小窓が開いた形式が主流となる。
- 1980年代中期頃 - サンヨー食品のサッポロボーイおもしろカップが発売される。子供向けカップラーメンの容器の中にプラキットやアクセサリーが付属する。カップラーメン初の食玩。
- 1985年（昭和60年） - ロッテの「ビックリマン 悪魔VS天使シール」が発売され、オリジナルキャラクターのシールが付属する。ロッチに代表される類似商品の乱発、子供達の間でのシールの売買、公正取引委員会の介入など様々な問題を生んだ。また、今まで漫画やアニメをおまけの原作としてきた食玩が、逆に漫画やアニメの原作の立場になった初めての食玩でもある。本製品の成功を受けて駄洒落交じりのシールをおまけにした食玩が続々と誕生する。
- 1985年（昭和60年）2月2日 - 雪印食品（現・日本アクセス）の電撃戦隊チェンジマンソーセージが発売される。電撃戦隊チェンジマンの人形が付属する。本製品以降、スーパー戦隊シリーズをおまけにしたソーセージ、カレー、ふりかけが発売され続けていく。2001年の『百獣戦隊ガオレンジャー』迄同商品を発売し続けてきたが、2002年の雪印食品廃業に伴い『忍風戦隊ハリケンジャー』以降スーパー戦隊シリーズのソーセージの権利はプリマハムに移管される。
- 1985年（昭和60年）3月15日 - 丸大食品の巨獣特捜ジャスピオンソーセージが発売される。『巨獣特捜ジャスピオン』のカードが付属する。これ以降、スーパー戦隊シリーズ以外の特撮をおまけにした食品が発売され続けていく。
- 1992年（平成 4年） - カルビーのJリーグチップスが発売される。プロ野球スナックのサッカー版で、サッカー選手のカードが付属する。袋の外側に貼り付けられたカードが盗まれる事件が多発したため、一部店舗では予めカードを外し、会計時に店員が客に手渡すという対策が講じられた。
- 1997年（平成 9年） - カンロからキンダーサプライズが販売される。卵形チョコレートの中に玩具が入っている。イタリアのフェレロ社から日本フェレロ社が輸入した製品で、日本での販売は2度目。2年後に始まるチョコエッグの流行の先達となる。
- 1998年（平成10年） - サントリーフーズのペプシコーラにペプシマンのボトルキャップが付き始める。日本初のボトルキャップ食玩。
- 1999年（平成11年）1月 - 不二家のミニミニペコちゃんが発売される。世界のペコポコ人形が付属する。出荷が追い付かず3月には販売を一時停止するほど大人の女性に人気を博し、これまで子供と大人のおたくが中心だと思われがちだった食玩の購買層を大きく広げた。本製品以後、食玩市場は大人に注目し始める[4]。
- 1999年（平成11年）8月23日 - サントリーフーズのペプシコーラにスター・ウォーズ・シリーズのボトルキャップが付き始める。これ以降ボトルキャップの食玩が次々と流行し定番化していく。
- 1999年（平成11年）9月 - フルタ製菓のチョコエッグ 日本の動物シリーズが発売される。キンダーサプライズ同様、卵形チョコレートの中に玩具が入っている。企画段階から実力のある模型メーカー海洋堂が参加したことによる造形の質の高さだけでなく、テレビキャラクターのような流行り廃りがない点や、シークレットアイテムの混入が功を奏し、大人をも巻き込んだ社会現象を生んだ。業界の拡大、質の高水準化、主力購買層の高年齢化等、食玩・フィギュア業界に与えた影響は大きい。
- 2002年（平成14年） - ダイドードリンコの缶コーヒー「ダイドーデミタスコーヒー」に自動車雑誌「NAVI」が監修した国産旧車のミニカーが付き始める。以後、同業他社も期間限定で追随する。
- 2005年（平成17年）3月14日 - バンダイの神羅万象チョコが発売される。「ビックリマン 悪魔VS天使シール」同様、オリジナルキャラクターのカードが付属する。玩具会社の食玩としては、主におたく層からの高い支持を得た。
- 2005年（平成17年）9月 - 公正取引委員会がサントリーフーズのペプシコーラに付属する『機動戦士ガンダムSEED』のボトルキャップについて、景品ではなく懸賞品に当たり、またボトルキャップは懸賞金の上限価格を超えると警告した。これを受けてサントリーはボトルキャップが入っている袋を透明な物に変更し、懸賞品ではなく景品扱いとなるよう改良した。また公正取引委員会は全国清涼飲料工業会に対しても同様の販売手法を取らないよう要請した。
- 2009年（平成21年）8月31日 - 日清食品のカップヌードルしょうゆ味に『機動戦士ガンダム』30周年記念のコラボレーション商品として「いろプラガンダム」シリーズとしては史上最小 （1/380スケール） となる特製オリジナルガンプラをカップヌードルにパックした「カップヌードル miniガンプラパック」が数量限定で発売。
- 2019年（令和元年）- 食玩が同年10月からの消費税率の増税（消費税率10%）と、同時に導入される軽減税率（消費税率8%）の適用対象となるかどうかをめぐり議論になった。
  - 食玩は「お菓子付きの玩具」と位置づけで、あくまでも「玩具がメイン」の扱いにになるため、食玩はほとんどが消費税率10%となる。ただし、国税庁の指針で「税抜価格が10,000円以下」で、かつ「価格のうち食品の割合が3分の2以上であること」などの条件を満たせば、消費税率8%の軽減税率が適用される「飲食料品」とみなされるが、多くのメーカーは価格によらず「食品をメインとするものを8%」「玩具をメインとするものを10%」とする方針を示している[5]。

## 代表的な食玩シリーズ
- グリコ（江崎グリコ）
  - グリコ (菓子)#タイムスリップグリコ - 大人向けグリコ
- 仮面ライダースナック、プロ野球チップス、Jリーグチップス（カルビー）
- ビッグワンガム（カバヤ食品）
- ビックリマン、ジョイントロボ（ロッテ）
- チョコエッグ（フルタ製菓）
- チョコQ（タカラ）